# 에르미트 다양체
미분기하학에서 에르미트 다양체(Hermite多樣體, 영어: Hermitian manifold)는 일종의 계량 텐서를 가진 복소다양체이다. 복소 기하학에서 리만 다양체에 대응되는 개념이다.
켈러 다양체와 칼라비-야우 다양체는 에르미트 다양체의 특수한 경우다.

## 정의

### 에르미트 계량
매끄러운 다양체 {\displaystyle M} 위의 {\displaystyle 2n}차원 매끄러운 벡터 다발 {\displaystyle E} 위의 개복소구조(영어: almost complex structure), 즉 {\displaystyle J^{2}=-1}이 되는 매끄러운 단면 {\displaystyle J\in \Gamma ^{\infty }(\operatorname {End} _{\mathbb {R} }(E))}가 주어졌다고 하자. 그렇다면, 각 {\displaystyle x\in M}에 대하여,
{\displaystyle J_{x}\otimes _{\mathbb {R} }\mathbb {C} \colon E_{x}\otimes _{\mathbb {R} }\mathbb {C} \to E_{x}\otimes _{\mathbb {R} }\mathbb {C} }
는 고윳값 {\displaystyle \pm \mathrm {i} }를 가지며, 따라서 부분 복소수 벡터 공간
{\displaystyle E_{x}\otimes _{\mathbb {R} }\mathbb {C} =E_{x}^{+}\oplus E_{x}^{-}}
{\displaystyle (J_{x}\otimes _{\mathbb {R} }\mathbb {C} )\upharpoonright E_{x}^{\pm }=\pm \mathrm {i} }
을 정의할 수 있다. 또한, 표준적인 사상
{\displaystyle (-)^{\pm }\colon E_{x}\to E_{x}^{\pm }}
{\displaystyle (-)^{\pm }\colon v\mapsto \operatorname {proj} _{E_{x}^{\pm }}(v\otimes \mathbb {C} )}
이 존재한다.
그렇다면, {\displaystyle E} 위의 에르미트 계량(Hermitian metric)은 다음 두 성질을 만족시키는 매끄러운 단면
{\displaystyle h\in \Gamma ^{\infty }((E^{+})^{*}\otimes _{\mathbb {C} }(E^{-})^{*})}
이다. (여기서 {\displaystyle (-)^{*}}는 각 올에 대한 복소수 연속 쌍대 공간을 취하는 것이다.)
{\displaystyle h_{x}(z^{+},w^{-})={\overline {h_{x}(z^{-},w^{+})}}\in \mathbb {C} \qquad (\forall z,w\in E_{x})}
{\displaystyle h_{x}(z^{+},z^{-})\in \mathbb {R} ^{+}\qquad (\forall z\in E_{x}\setminus \{0\})}
여기서 {\displaystyle {\overline {x}}}는 복소수의 복소켤레를 뜻한다.
이를 국소 좌표계로 표현하면 다음과 같다. 우선, {\displaystyle E^{+}}의 첨자를 {\displaystyle i,j,\dotsc }로, {\displaystyle E^{-}}의 첨자를 {\displaystyle {\bar {i}},{\bar {j}},\dotsc }로 표기하자. 마찬가지로, {\displaystyle z\in E_{x}}에 대하여 {\displaystyle z^{+}}의 성분을 {\displaystyle z^{i}}로, {\displaystyle z^{-}}의 성분을 {\displaystyle {\bar {z}}^{\bar {i}}}로 표기하자. 그렇다면,
{\displaystyle h_{i{\bar {j}}}z^{i}{\bar {w}}^{\bar {j}}={\overline {h}}_{i{\bar {j}}}z^{i}{\bar {w}}^{\bar {j}}\in \mathbb {C} \qquad (\forall z,w\in E_{x})}
{\displaystyle h_{i{\bar {j}}}z^{i}{\bar {z}}^{\bar {j}}\in \mathbb {R} ^{+}\qquad (\forall z\in E_{x}\setminus \{0\})}
특히, 첫째 조건은 {\displaystyle h_{i{\bar {j}}}}가 에르미트 행렬을 이룬다는 것이며, 둘째 조건은 이 에르미트 행렬의 고윳값이 모두 양의 실수라는 것이다.

### 에르미트 다양체
개복소다양체 (또는 복소다양체) {\displaystyle M}이 주어졌다고 하자. 이 경우, 접다발 {\displaystyle \mathrm {T} M} 위에 개복소구조 {\displaystyle J\in \Gamma ^{\infty }(\operatorname {End} (\mathrm {T} M))}가 주어져 {\displaystyle \mathrm {T} ^{\pm }M}을 정의할 수 있다.
에르미트 다양체 {\displaystyle (M,h)}는 {\displaystyle \mathrm {T} ^{\pm }M} 위에 에르미트 계량 {\displaystyle h\in \Gamma ^{\infty }(\mathrm {T} ^{+*}M\otimes _{\mathbb {C} }\mathrm {T} ^{-*}M)}가 주어진 복소다양체이다.

## 성질

### 리만 구조
모든 에르미트 다양체는 자연스러운 리만 계량을 가져, 리만 다양체를 이룬다. 이 경우 리만 계량은 다음과 같다.
{\displaystyle g^{\mathbb {C} }={\frac {1}{2}}(h+{\bar {h}})\in \Gamma ^{\infty }\left(\mathrm {T} ^{*}\!M\otimes _{\mathbb {R} }\mathrm {T} ^{*}\!M\otimes _{\mathbb {R} }\mathbb {C} \right)}
이 경우, {\displaystyle g^{\mathbb {C} }(u,v)={\bar {g}}^{\mathbb {C} }}이므로, 이는 {\displaystyle g\in \Gamma ^{\infty }\left((\mathrm {T} M\otimes \mathrm {T} M)^{*}\right)}로 제약이 가능하며, 이는 리만 계량을 이룬다.
또한, {\displaystyle h}를 사용하여 다음과 같은 (1,1)-복소수 미분 형식 {\displaystyle \omega \in \Omega ^{1,1}(M)}를 정의할 수 있다.
{\displaystyle \omega ={\frac {\mathrm {i} }{2}}(h-{\bar {h}})}
{\displaystyle \omega _{\alpha {\bar {\beta }}}={\frac {\mathrm {i} }{2}}h_{\alpha {\bar {\beta }}}\mathrm {d} z^{\alpha }\wedge \mathrm {d} {\bar {z}}^{\bar {\beta }}}

### 천 접속
복소다양체 {\displaystyle M} 위의 해석적 벡터 다발 {\displaystyle (E,J)} 위의 에르미트 계량 {\displaystyle h}가 주어졌다고 하자. 그렇다면, {\displaystyle E} 위에는 다음 두 조건을 만족시키는 유일한 코쥘 접속 {\displaystyle \nabla }가 존재한다. 이를 천 접속([陳]接續, Chern connection)이라고 한다.
- {\displaystyle \nabla J=0}
- {\displaystyle \nabla g=0}

만약 {\displaystyle E=\mathrm {T} M}일 경우 (에르미트 다양체), 이는 {\displaystyle \mathrm {T} M} 위의 레비치비타 접속과는 다르며, 비틀림을 가진다. 다만, 만약 에르미트 다양체가 켈러 다양체인 경우, 비틀림이 0이며, 천 접속과 레비치비타 접속은 일치한다.